# Jean-Louis Voille
Ne pas confondre avec le négociant et banquier Jean-Louis Viollier (1778-1840).
Jean Louis Voille est un portraitiste français, né à Paris le 4 mai 1744, décédé à Lons-le-Saunier (Jura) le 20 novembre 1829,.
Très peu connu en France, il exécuta l’essentiel de son œuvre en Russie entre 1771 et 1804,. À partir de cette date, il revint en France où l’on perdit longtemps sa trace jusqu’à de récentes[Quand ?] découvertes qui permettent d’éclairer quelque peu son existence, jusqu’à sa mort en 1829.

## Biographie
Jean Louis Voille naquit à Paris le 4 mai 1744,. Son père, Louis Voille exerçait la profession d'orfèvre, il avait épousé Marie Magdeleine Malessier, mère de Jean Louis Voille à Paris en 1741,.
La famille Voille est originaire de l’actuel département de la Nièvre, où naquit vraisemblablement vers 1715 Louis Voille, fils de Louis Voille de Villarnou, marchand, et d’Anne Marguerite Mignot qui se marièrent en 1701 à la Celle-sur-Loire.
En 1765, le peintre est élève de Jean-Germain Drouais  à Paris, après avoir été élève de François-Hubert Drouais son père,.
On ne sait à quelle date il s’embarqua pour la Russie, mais ses premières œuvres y sont attestées dès 1768 à St Petersbourg,. Il y mena une double carrière de peintre et de comédien, la plupart de ses œuvres, portraits de la noblesse de cour, se trouvent aujourd’hui en Russie. Les musées français ne conserveraient quant à eux que deux œuvres attribuées à Jean Louis Voille.
Il épousa le 5 janvier 1775 à Saint-Pétersbourg,, Anne Catherine Protet, fille de Claude François, marchand et de Marie-Thérèse Duval.
Un fils, prénommé Louis Gérard naquit de cette union à St-Petersbourg le 19 avril 1776, (ou le 19 mars 1776 selon l'acte de mariage de ce dernier à Montmirey-le-Château le 20 Fructidor an VII,)
On sait ainsi que Voille résida de manière continue à St Petersbourg entre 1774 et 1777,.
On le retrouve en France en 1782 où il séjourne à Paris « au coin de la rue de la Lune ».
Sa présence est à nouveau attestée en Russie entre 1785 et 1793, où il réside en 1785 « face à l’église St Isaac au no 106 à Saint-Pétersbourg «.
En 1793, sa résidence y est localisée au 44 rue Millionaia.
Cette année-là, Voille résista semble-t-il, à une oukaze impériale de février enjoignant à tous Français présents sur le territoire de prêter serment d’abjuration des idéaux révolutionnaires, sous peine de devoir quitter l’Empire russe, ce que fit le peintre.
Après cet épisode, Voille est installé en 1795 à Paris où il réside rue St Augustin. En 1796, il expose au Salon parisien de l’an IV, puis repart pour la Russie en novembre 1796. Il est attesté à nouveau à Saint-Pétersbourg en 1797 et 1798 où il livre plusieurs commandes. En Août 1799, il livrera un portrait du tsar Paul 1°,.
En août 1802, le tsar lui accorde une pension perpétuelle de 1000 roubles, pour reconnaissance de ses longs services en Russie et aussi pour la perte de ses biens qui aurait été occasionnée par la révolution,.
Voille se décrit alors de santé fragile, désireux de quitter la Russie, il propose ses services au Tsar en qualité de commissionnaire dans le domaine de la littérature et des beaux-arts à Paris. Sa présence est encore attestée à Saint-Pétersbourg durant l’hiver 1803 – 1804,.Jean Louis Voille n’apparaîtra plus en Russie après cette date et sa trace se perdra définitivement : « Pas plus de trace que s’il eût fait naufrage » écrira Denis Roche en conclusion de la notice qu’il publie à propos du peintre et de son œuvre en 1921. En 2016 de nouvelles publications font état de sa présence dans le Jura, à Poligny, Arbois, et Lons-le-Saunier, où il décéda en 1829,.
En l’état actuel des recherches, Jean Louis Voille paraît avoir abandonné toute activité artistique après 1804, période à laquelle il quitta la Russie pour se consacrer en France, à des activités d’intermédiaire dans le domaine des arts.
À son décès en 1829, il était pensionné des Gouvernements russe, au titre de la rente accordée par Alexandre 1er en 1802, et français, sans que l’on sache à quel titre pour ce dernier,,.
Jean Louis Voille n’a pas de descendance identifiée à ce jour, l’une des branches familiales, issue de son fils Louis Gérard Voille (Saint-Pétersbourg 1773 – Lons le Saunier 2 décembre 1815,) s’est éteinte vers 1860 en la personne de Henri Rolland,, fils d'Eugène Rolland et de Mathilde Moyne (Cuiseaux 1823 – 1911) elle-même arrière-petite-fille du peintre.

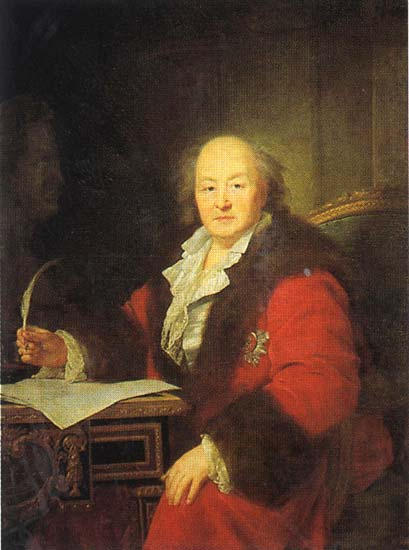
Ivan Perfilevich Elaguine, Musée Russe ;
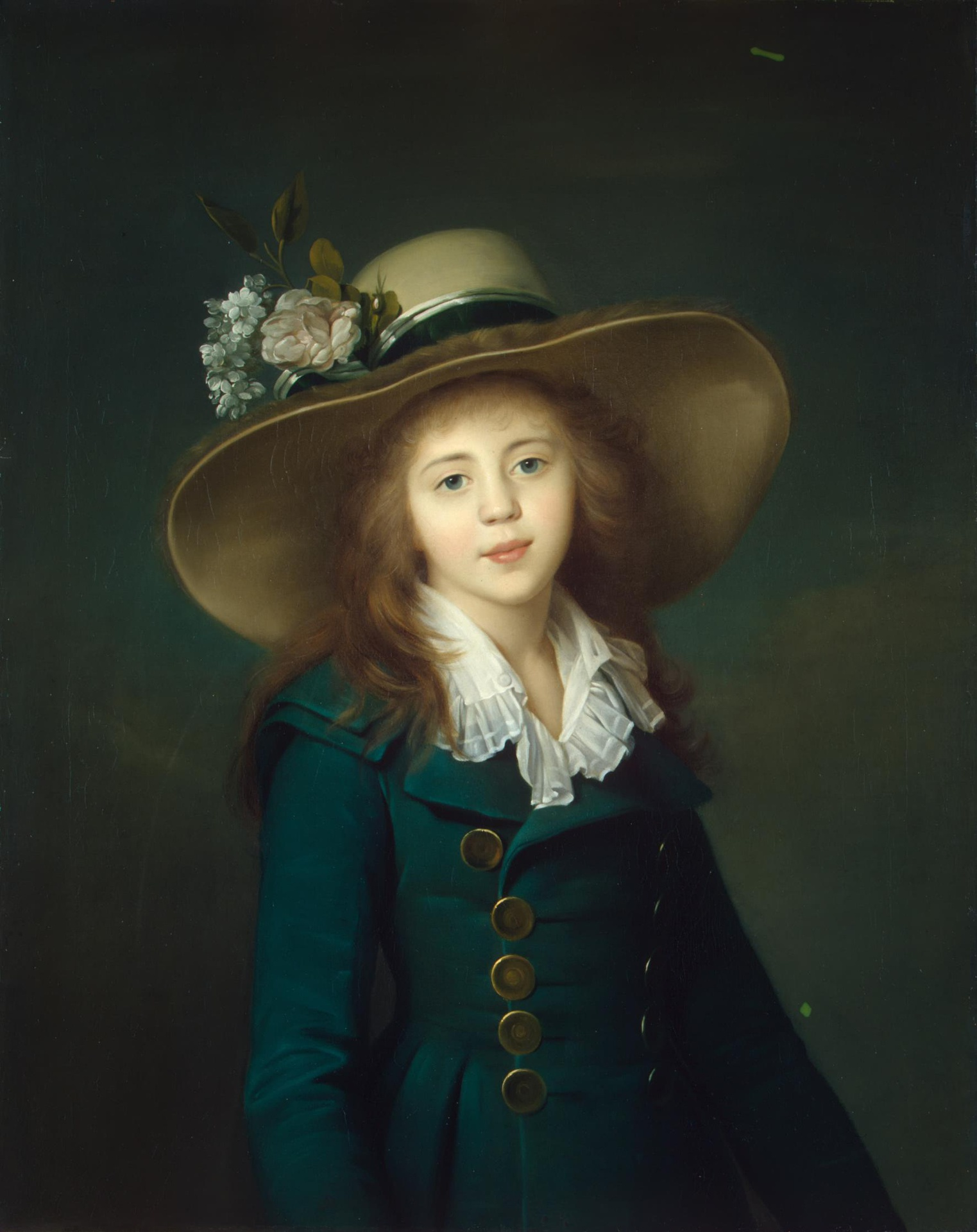
Baronesse Stroganova, Musée de l'Ermitage, parfois attribué à Élisabeth Vigée-Lebrun ;
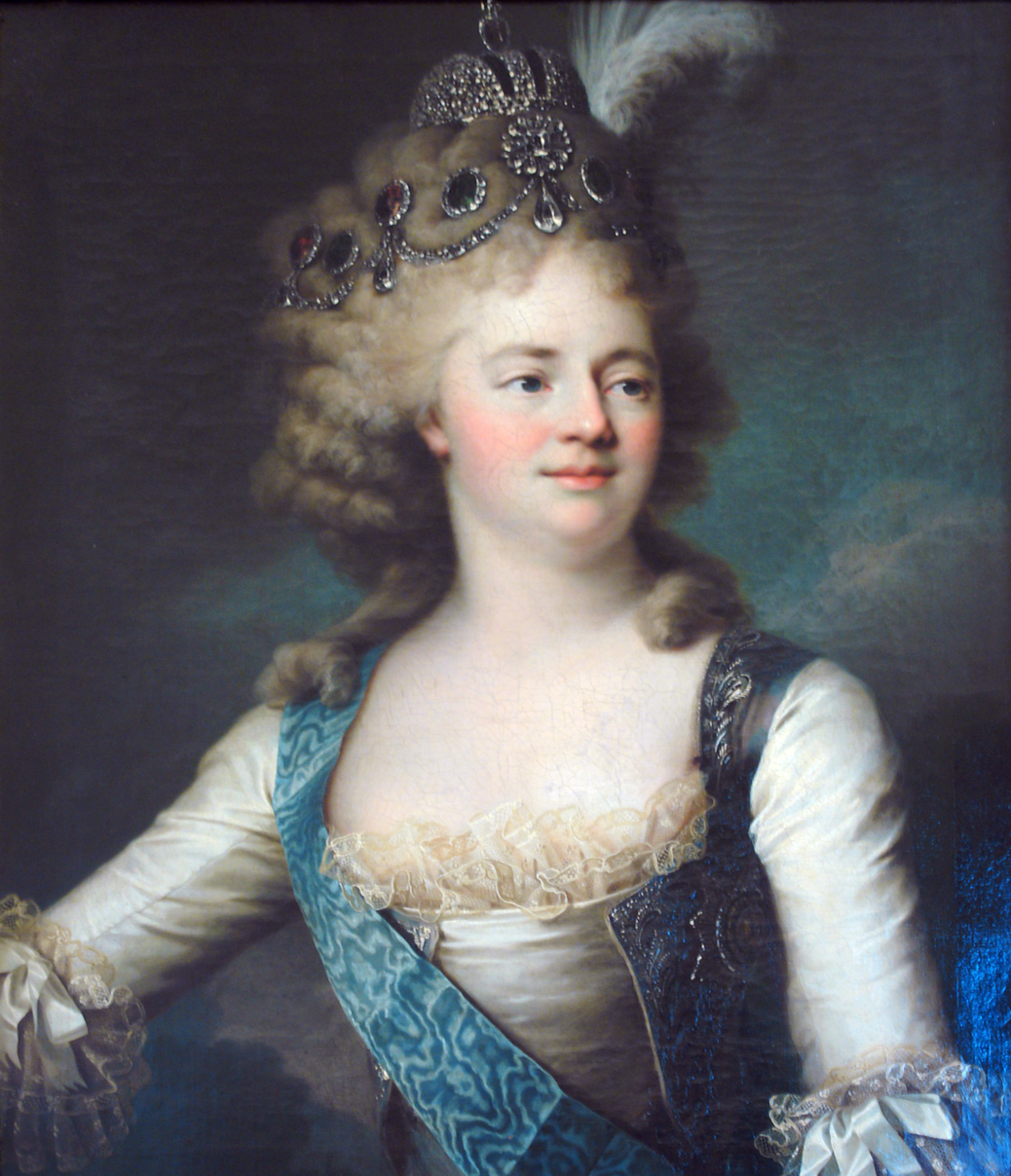
Sophia Dorothea Augusta Luisa, Musée russe ;
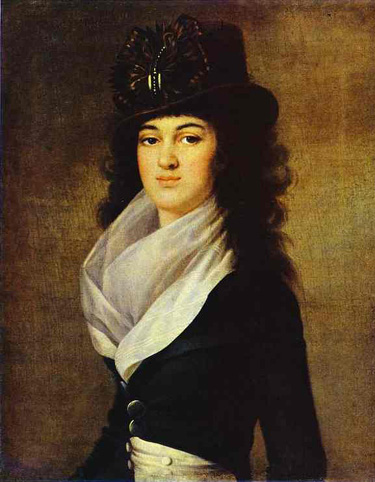
Anna Petrovna Lopoutschina, Musée de l'Ermitage.

## Son œuvre
Jean Louis Voille fut longtemps confondu avec d’autres artistes, tel le miniaturiste suisse Henri François Gabriel Voillier ou un peintre allemand répondant au nom de Viol. On crut aussi distinguer en lui deux peintres, « Jean Voille l’ancien » et « Gabriel Henri Voille le jeune ».
Aucun répertoire exhaustif de ses œuvres ne semble avoir été composé à ce jour, mais on lui attribue aujourd’hui avec certitude ou par déduction une soixantaine d’œuvres, conservées en Russie ou dans des collections privées.
L'artiste cessa apparemment toute production après 1804, jusqu’à sa mort en 1829. Les causes de cette rupture sont encore inconnues et restent à éclaircir.
Des recherches sont en cours aujourd'hui pour préciser la biographie de l’artiste pour cette période encore obscure de son histoire.

### Peintures en collections publiques
- Portrait de Michel Perrot, vers 1780, musée Magnin à Dijon.
- Portrait de Madame Liénard (épouse du graveur Liénard puis de l'architecte François-Victor Perrard de Montreuil) , au Palais des Beaux-Arts de Lille.